# 抒情歌 (小説)
『抒情歌』（じょじょうか）は、川端康成の短編小説。川端が新境地をみせた初期の代表作の一つで、川端の死生観がよく示されている作品である。また、川端自身が「最も愛してゐる」作品の一つでもあり、川端文学の基本的なものを内包している重要作品でもある。
ある霊感の強い女人が恋人に捨てられ、彼の死を知り、その苦悩や失意の中で「輪廻転生の抒情詩」に救いを求める愛と死の物語。嫉妬や呪詛、悲しみの末、禽獣草木、天地万物のうちに愛する人や自身を見出し、霊の国や冥土、来世で愛する人の恋人になるよりも一つの花になりたいという汎神論的心境に思い至るまでの詩的な心の軌跡が、霊のモチーフで神秘的に描かれている。

## 発表経過
1932年（昭和7年）、雑誌『中央公論』2月号（第47年第2号）に掲載され（挿画：高井貞二）、翌年1933年（昭和8年）6月26日に新潮社より刊行の『化粧と口笛』に収録された。その翌年1934年（昭和9年）12月25日に『抒情歌』として竹村書房より単行本刊行された。
翻訳版はFrancis Mathy訳（英題：Lyric poem）、韓国（韓題：抒情歌）、ロシア（露題：Энергия）、フランス（仏題：Élégie）、イタリア（伊題：Lirika）、ポーランド（波題：Elegia）など世界各国で行われている。

## あらすじ
「私」は、まだ字も読めない幼少の頃、詠われるかるたの札を次々と小さな手に取り当て、周りの大人たちを驚かせ「神童」と呼ばれていた。その透視能力や予知能力も年頃になると、時々発揮されるだけとなるが、それでも幼い弟の危機を霊感で救ったこともあった。
「私」は夢の中、夾竹桃の花ざかりの海岸の小路で行き会った1人の青年に恋をし、岸近くを走る汽船の名前まで覚えていたが、その2、3年後、初めて訪れた温泉場の小路の夢と同じ風景の中、その青年の「あなた」と出会った。それから「私」と「あなた」の間には不思議な魂の霊感の共鳴があり、愛し合い暮らしはじめた。
ある日「私」は母親の死を直感し帰省した。葬儀の後「私」は父親から「あなた」との結婚を許され、実家にしばらく滞在した。しかしその期間、「あなた」は「私」に黙って、友人の綾子と結婚してしまった。「私」はそれとは知らずに、2人の新婚旅行の初夜の同時刻、突然香水の匂いを霊能力で嗅いだ。それは4年前の出来事だった。それ以来「私」の心の翼が折れ、透視能力も霊感も消え、その後「あなた」が突然死んだことも察知できなかった。
失った愛の苦しみを癒すため、「私」は古今東西の経典や仏法、霊媒の話を読みあさった。「私」は輪廻転生を、「人間が作った一番美しい愛の抒情詩」だと思いながらも、昔の聖者も今の心霊学者も人間の霊魂だけを尊び、動物や植物を蔑んでいるようにも感じた。人間は結局何千年もかけ、自身と自然界の万物とを区別する方向ばかり進み、その「ひとりよがりの空しい歩み」が、今こんなに人間の「魂」を寂しくしているのではないかと「私」は考える。
「太古の民の汎神論」と世間から笑われても、「私」はいつか人間は再び、もと来た道を逆に引き返すようになるかもしれないとも思い、万物流転を唱えたレイモンド・ロッジの「香のおとぎ話」も、「科学思想の象徴の歌」であり、物質が不滅ならば、智恵の浅い女の身でありながらも悟っていた「魂の力」だけ滅んでしまうとするのは矛盾だと感じた。
そして「私」は「魂」という言葉を、「天地万物を流れる力の一つの形容詞」と感じ、動物を蔑む因果応報の教えを、「ありがたい抒情詩のけがれ」と感じた。エジプトの死者の書やギリシャ神話はもっと明るい光に満ち、月桂樹に姿を変えたダプネーや、福寿草に生まれ変わったアドーニスのように、アネモネの転生はもっと朗らかな喜びのはずと「私」は思った。
「あなた」に捨てられ、アネモネの花の心を知り、「哀れな女神」でいるよりも美しい草花になった方がどんなに楽しいか、綾子や「あなた」への恨みに日夜苦しめられる哀れな女でいるよりも、アネモネの花になってしまいたいと「私」は何度も思った。愛を失い、全てが味気なくなっていた「私」は「輪廻転生の抒情詩」を読むうち、禽獣草木のうちに「あなた」や「私」を見つけ、次第に天地万物をおおらかに愛する心を取戻していった。
「あなた」の死を知った時、呪いの一念で人を殺してしまった生霊死霊の話を「私」は想起し、なおさら草花になりたいと思い至った。霊の国や冥土や来世で再び「あなた」と結ばれるより、2人とも紅梅か夾竹桃の花に転生し、「花粉を運ぶ胡蝶に結婚させてもらう」ことの方を美しく感じる「私」は、そうすれば「悲しい人間の習わし」で、死んでしまった「あなた」にこんなふうに語りかけることもないのにとつぶやく。

## 登場人物
私（竜枝）
霊感があり、子供の頃は神童と言われた。娘ざかりになると、その超能力は時々来るだけになる。夢に出てきた「あなた」と現実に出会い恋仲となり、親の許しのないまま同棲していたが、友人の綾子に「あなた」を奪われ、「あなた」は「私」に黙って綾子と結婚。それ以来「私」は霊能力を失う。
あなた
「私」のかつて恋人。眉が濃く、笑う時に唇の左が少しあがる青年。「私」と出会った時、飛行服のようなものを着て皮手袋をしオートバイ旅行をしていた。魂が通じ合うほど愛し合っていたが、「あなた」は4年前に綾子と結婚。その後、「あなた」は死亡。「あなた」の死の霊感は「私」に起らなかった。
母
透視能力のある幼い「私」を自慢にし、「私」を深く愛していた。「私」を連れ、呼ばれた家で娘の超能力を披露していた。舌癌で死去。しかし現在の「私」は、あんなにまで愛の証を求めていた母を、かえって西洋の香水のように厭わしいと思う。
客人
幼少時の「私」の霊能力に驚いていた客人たち。
友人たち
大人になっても「私」の家のかるた会に集まる古くからの友人たち。もう皆、夫も子もある。
弟
8歳の時に、姉の「私」の霊視によって命拾いする。海で溺れる幼い弟の像が脳裡に浮んだ「私」は、ちょうど海岸で「私」の友人の女学生や男子高校生1人が操縦するヨットに一緒に乗り込もうとしている弟を海岸で引き止める。その後、そのヨットは夕立に会い転覆し救助される。
綾子
「私」と「あなた」の友人。「私」から「あなた」を奪った女性。母の葬儀のため1か月ほど帰省している間、「あなた」の身のまわりの世話をしていた。
父
母亡き後、「私」と「あなた」の結婚を許す。
小学校の校長
学校に上る前の神童の「私」を見たいと言い、母と「私」は校長宅を訪問。校長が手に持っている本（枕草子）の頁番号や内容を透視する幼い「私」の千里眼に驚嘆する。
雪掻きの男
赤ちゃんをおんぶしている貧しい老けた男。赤ん坊に飲ませる乳が買えず、大雪の日に「あなた」の家の前に現れ、雪掻きの仕事を女中に懇願。その時、男がシェパードに吠えられる映像を「私」は予知する。「あなた」は「私」の手紙を読み、犬小屋を裏に移動しておく。「私」はまだ行ったことのない「あなた」の部屋の壁の絵も透視していた。

## 作品背景

### 失恋の記憶の整理
『抒情歌』の作品成立には、川端康成の青春を支配したといわれている初恋の少女・伊藤初代との失恋が、川端の内部で整理されて、10年後に客観的に顧みられた背景があるとされている。16歳（数え年）から孤児となっていた川端は、23歳で伊藤初代と別れ、さらに激しい虚無に落ち込み、その10年後の34歳の時に『抒情歌』を創作することで、初期の抒情文学が完成されていった。
伊藤初代は東京府東京市本郷区本郷元町2丁目の壱岐坂（現・文京区本郷3丁目）のカフェ・エランで女給をしていた少女で、1921年（大正10年）10月8日に川端と婚約したが、ほどなく11月17日に初代から「私はあなた様とかたくお約束を致しましたが、私には或る非常があるのです」という婚約破棄の手紙（いわゆる「非常」の手紙）を川端は受け取った。そして初代は忽然と川端の前から姿を消し、新たに勤めたカフェ・アメリカの支配人であったN（中林忠蔵）と結ばれた。
川端は初恋の失敗で失意の内にあったが、その後、当時移り住んだ『文藝時代』同人菅忠雄（菅虎雄の息子で『オール讀物』編集長）の家の留守を預かっていたお手伝いの女性・松林秀子と1926年（大正15年）4月から実質的な結婚生活をはじめ、約6年後の1931年（昭和6年）12月に婚姻届を出した。
川端は秀子と同棲中の1928年（昭和3年）5月に荏原郡入新井町大字新井宿字子母澤（のち大森区。現・大田区西馬込3丁目）に移り、その後すぐ同郡馬込町小宿389の臼田坂近辺（現・南馬込3丁目33）に居住し 、1929年（昭和4年）9月に下谷区上野桜木町44番地（現・台東区上野桜木2丁目）へ転居した。
なお、『抒情歌』が発表された翌月の3月初旬、伊藤初代（再婚し桜井初代）が川端宅を直接訪ねてきた。最初の夫・中林忠蔵と死別していた初代は、中林との間の長女を引き取ってほしいと頼みに来た。この体験は、その後『姉の和解』、『母の初恋』創作の題材となる。

### 万物一如・心霊学
幼少時から霊感の強かった川端は、1919年（大正8年）に知り合った今東光の父親から聞いた神智学に興味を持ち、カミーユ・フラマリオンやオリバー・ロッジなどを愛読した。また新感覚派と呼ばれた頃に創刊した同人誌『文藝時代』では、万物一如・主客合一の思想を掲げていた。
川端は『抒情歌』を発表した2年後に、以下のような文学への抱負を語っている。
川端は、『抒情歌』に書いたような心霊説を必ずしも信じていたわけではないものの〈魂の詩として信じてゐる〉として、〈この作はその入口を軽く歌つたものとして、私の気に入つてゐる〉と自己評価している。

## 作品評価・研究
『抒情歌』は神秘的で難解とされ、早い時期から「死後の生存」といったことを考えていた川端の「死生観の集成」が見られる作品として着目され、主要作品として認知されている。また現世的な愛欲を「美」に昇華する方法が看取され、佐伯彰一はそれを、「人間くさい煩悩のかたちを美しく謳い上げるという能の戦略と相似形をなすもの」と解説している。
三島由紀夫は、『抒情歌』を「川端康成を論ずる人が再読三読しなければならぬ重要な作品」だとし、「清麗たぐひない」と高評しながら、「明治の女のきりりとした着附を思はせるやうな文体」によって描かれた「（川端の）つつましやかな独白」、切実な「童話」（最も純粋に語られた告白）であるとして、そこで語られる稀な「真昼の幻想」こそが本来的に日本の風土に深く根ざしたもので、小泉八雲が「東洋の希臘人」と呼ぶ「日本人のよき面」、「素朴にして豊かな情緒と包容力を兼ねそなえた真昼の精神」であるとしている。
そして、その精神では「理智も霊感も同じ白光のもとに照らし出され、凡ゆる悲劇が破滅と妥協のいづれにも与（くみ）しない超自然な健やかさを具へる」に至って、神秘がはじめて「本然の神秘そのものであること」が可能となっていると三島は考察している。
三枝康高は、『抒情歌』における「神秘的ともいうべき魂の呼応」は、すでに掌の小説の『心中』（1926年）で現われたものの再現であるとし、『浅草紅団』（1929年-1930年）のヒロイン弓子も、「死んだ姉の恋人をたずねて歩く不良少女」であった点を指摘しつつ、「川端のこの種の志向は、『抒情歌』の女主人公によっては、“汎神論”という言葉で言い表されている」と解説している。そしてそれを川端に即せば、「おそらくはフロイド心理学の深化であり、きわめて日本的な実存主義である」ともいえるとし、汎神論的な魂の呼応について論考している。
権海珠は『抒情歌』の進行について、その「経糸」は「心霊現象を中心」となり、その肉付けとしての「緯糸」は主に「レイモンドの霊界通信、仏教の説話、東西古今の神話、キリスト教の挿話などを中心」にして織り込まれているとし、その展開様式は「広くは心霊現象と万物一如が、狭くは愛欲と悟りが限り無い葛藤をする様式」になっていくと解説している。そしてヒロインの「私」は、「霊魂不滅と自他一如と輪廻転生の童話を自由連想と反復という方法」で語り、「非現実の世界の中で霞や雲などで何回も重ねて、そういう抒情の歌をほのぼのと謳い上げた」と作品要約している。
さらに権海珠は、ヒロイン竜枝は「仏教の因果応報と業による輪廻転生ではなく、仏教の以前のインドのヴェダ経による倫理的・宗教的色彩が払拭された、あるがままでよい転生」を願っているとして、そうした「東方の心」のアニミズムは、西方にもギリシア神話の花物語などの動植物への転生が多くあることを鑑みながら、竜枝は、「一休禅師の精霊祭の心や太古の民の汎神論を自分の死生観に受け入れていった」と解説している。そして、東洋・西洋のそういった「草木転生・国土転生・悉皆転生を通ずる万物一如の宇宙論的・汎神論的哲学観」を自分自身の死生観として受け入れた竜枝は、「夢の中の夢のような童話をほのぼのと読み上げ」、その「抒情詩」は、「原始的転生による万物一如の汎神論の死生観を吟じている」と権海珠は考察している。
今村潤子は、三島が『抒情歌』を川端の「切実な『童話』」「最も純粋に語られた告白」と論じたことを受け、川端が伊藤初代との失恋体験での「心情の本心」を『抒情歌』というフィクションの「仮面の下」で語っているとして、この作品は、三島の『仮面の告白』に相当すると考察している。そしてこれまでの伊藤初代を題材とした自伝作品（ちよもの）では、初代への「思慕や憧憬」が主であったが、『抒情歌』では、彼女への怨み・嫉妬などの「愛の呪い」が告白されているとし、主人公が輪廻転生に〈おとぎばなし〉を見出し救いを見つける意味が、作家の方法論に繋がっていることを解説している。

## テレビドラマ化
- 東芝日曜劇場（第1132回）『まつりのあとに』（RKB）
  - 1978年（昭和53年）8月20日 日曜日 21:00 - 21:55
  - 演出：岸本能夫。脚本：石松愛弘。プロデューサー：渡瀬一男。効果：相賀弘光。撮影：榊勲。照明：木下剛一。音声：畑昌昭。美術：長岡盛雄
  - 出演：秋吉久美子、篠田三郎、垂水悟郎、久保菜穂子
  - ※ 予知能力をもった美少女と彼女に魅せられた考古学者の出会いと別れ。

## おもな刊行本

### 単行本
- 『抒情歌』（竹村書房、1934年12月25日）NCID BA3346795X
  - 装幀：木村荘八。四六判。函入。320頁
  - 収録作品：「抒情歌」「浅草の姉妹」「水仙」「春景色」「青い海黒い海」「寝顔」「伊豆の踊子」「二十歳」「十六歳の日記」
- 『抒情歌』〈創元選書126〉（創元社、1947年11月30日）
  - 装幀：青山二郎。付録：川端康成「あとがき」
  - 収録作品：「十六歳の日記」「伊豆の踊子」「春景色」「抒情歌」「寝顔」「禽獣」「童謡」「日雀」「父の名」
- 文庫版『伊豆の踊子』（新潮文庫、1950年8月20日。改版2003年5月5日）
  - カバー装幀：宮本順子。解説：竹西寛子「川端康成 人と作品」。三島由紀夫「『伊豆の踊子について』」。年譜。
  - 収録作品：「伊豆の踊子」「温泉宿」「抒情歌」「禽獣」
- 文庫版『抒情歌・禽獣 他五篇』（岩波文庫、1952年6月25日）
  - 装幀：精興社。付録：川端康成「あとがき」
  - 収録作品：「抒情歌」「二十歳」「寝顔」「禽獣」「田舎芝居」「童謡」「イタリアの歌」
- 文庫版『水晶幻想／禽獣』（講談社文芸文庫、1992年4月3日）
  - 装幀：菊地信義。解説：高橋英夫
  - 収録作品：「青い海黒い海」「春景色」「死者の書」「水晶幻想」「抒情歌」「それを見た人達」「禽獣」「散りぬるを」
- 『川端康成集 片腕〈文豪怪談傑作選〉』（ちくま文庫、2006年7月10日）
  - カバー装幀：山田英春、金井田英津子。編集・解説：東雅夫「心霊と性愛と」
  - 収録作品：
    - 「片腕」「ちよ」「処女作の祟り」
    - 怪談集1―「女」
    - 怪談集2―「恐しい愛」
    - 怪談集3―「歴史」「心中」「龍宮の乙姫」「霊柩車」「屋上の金魚」「顕微鏡怪談」「卵」「不死」「白馬」
    - 「白い満月」「花ある写真」「抒情歌」「慰霊歌」「無言」「弓浦市」「地獄」「故郷」「岩に菊」「離合」「薔薇の幽霊」「蚤女」「Oasis of Death ロオド・ダンセニイ」「古賀春江」「時代の祝福」

### 全集
- 『川端康成全集第2巻 浅草紅團』（新潮社、1970年2月25日）
  - カバー題字：松井如流。菊判変形。函入。口絵写真2葉：著者小影、縄文土偶
  - 収録作品：「浅草紅団」「針と硝子と霧」「祖母」「水晶幻想」「浅草日記」「騎士の死」「落葉」「父母への手紙」「抒情歌」「南方の火」
- 『川端康成全集第3巻 小説3』（新潮社、1980年7月20日）
  - カバー題字：東山魁夷。四六判。函入。
  - 収録作品：「保護色の希望」「詩と散文」「死者の書」「女を殺す女」「美しき墓」「花嫁姿」「或る詩風と画風」「温泉宿」「花ある写真」「真夏の盛装」「死体紹介人」「針と硝子と霧」「霧の造花」「女を売る女」「水晶幻想」「騎士の死」「水仙」「結婚の技巧」「落葉」「旅の者」「抒情歌」「結婚の眼」「それを見た人達」「慰霊歌」